# Alessandro Lorenzoni
Alessandro Lorenzoni (Genova, 6 agosto 1969) è un allenatore di pallavolo ed ex pallavolista italiano.
Giocò nel ruolo di schiacciatore. Allena la formazione maschile della Don Celso Pallavolo Fermo ASD, militante in Serie D.

## Carriera

### Giocatore
La carriera da giocatore di Alessandro Lorenzoni inizia nel Voluntas Asti, società militante in Serie A2. Rimane nel club astigiano per sei anni, di cui l'ultimo in Serie B1, a seguito della retrocessione avvenuta nella stagione 1992-93. Dopo due annate nella terza serie nazionale conquista la promozione in Serie A2 con il Wild Volley Grottazzolina, dove rimane per dieci anni, eccezion fatta per alcuni mesi al Cuneo Volley Ball Club, in Serie A1, nella prima parte della stagione 1998-99, e per un'annata con la Volutas Asti nella Serie A2 2002-03. Si trasferisce poi a Castellana Grotte, alla Materdomini Volley, con cui conquista una promozione dalla Serie B1 alla Serie A2.
In seguito diventa allenatore-giocatore del Trelicium Supervolley di Terlizzi, partendo dalla B1 e portandolo alla promozione in Serie A2. Dopo le prime esperienze a Terlizzi con il doppio incarico da giocatore e allenatore, per la stagione 2009-10 viene ingaggiato come tecnico dalla Pallavolo Molfetta. Il rapporto di conclude con l'esonero e diverse polemiche successive.
Passa poi al Volley Brolo, in Serie B1, ma anche questa volta viene sollevato dall'incarico. Nella stagione 2011-12 ottiene il primo incarico ad alto livello, subentrando a Modica Pompilio alla Pallavolo Atripalda, ereditando la squadra in fondo alla classifica di Serie A2 e ottenendo la salvezza. Dopo questa esperienza torna nella categorie inferiori, accettando l'incarico di primo allenatore della Don Celso Pallavolo Fermo ASD, militante nel campionato di Serie D.